# Cloridopsis immaculata
Cloridopsis immaculata is een bidsprinkhaankreeftensoort uit de familie van de Squillidae. De wetenschappelijke naam van de soort is voor het eerst geldig gepubliceerd in 1913 door Kemp.